# Neuchâtelsko jezero
Neuchâtelsko jezero (fra. Lac de Neuchâtel, njem. Neuenburgersee) prirodno je jezero na sjeverozapadu Švicarske. Nalazi se na teritoriju 4 kantona (Neuchâtel, Vaud, Fribourg i Bern). S površinom od 217,9 km2 najveće je jezero koje se u potpunosti nalazi u Švicarskoj.

## Naziv
Jezero je nazvano po najvažnijem gradu koji se nalazi na njegovim obalama. Jedan od hrvatskih egzonima je i Nešatelsko jezero.
Tijekom povijesti jezero se nazivalo po različitim naseljima poput Yverdona, Estavayera ili Cudrefin, ali od 13. stoljeća i jačanjem grofova Neuchâtela današnje ime će se postupno nametnuti.

## Zemljopis
Jezero se nalazi na sjeverozapadnom rubu Švicarske visoravni u podnožju Jurskog gorja. Proteže se u smjeru jugozapad–sjeveroistok.
86 km2 površine jezera na teritoriju je kantona Neuchâtel, 74 km2 kantona Vaud, 53 km2 kantona Fribourg i 2 km2 kantona Bern.
Glavne pritoke jezera su Thielle i Broye. Kanal rijeke Thielle povezuje ga se Bielskim jezerom, a kanal rijeke Broye s Murtenskim jezerom. Zemljopisno područje na kojima se nalaze ova jezera naziva se i Zemljom triju jezera (fra. Pays des trois lacs, njem. Drei-Seen-Land). Uslijed regulacije vodenih tokova u svrhu prevencije poplava, Neuchâtelsko jezero također služi kao kompenzacijski bazen za rijeku Aare koja protječe kroz Bielsko jezero.
Dužina jezera je 38 km, a najveća širina mu je 8,2 km.
Južna strana jezera obiluje močvarnim područjima koja su zaštićena kao prirodni rezervati. 